# 슬플 때 사랑한다
《슬플 때 사랑한다》는 2019년 2월 23일부터 2019년 4월 27일까지 MBC에서 방송된 주말 특별기획 드라마이다. 1999년 일본 도쿄 방송에서 방송된 노지마 신지의 《아름다운 사람》의 정식 리메이크 작품이다.

## 줄거리
'쫓기는 여자, 쫓는 남자, 숨겨준 남자'. 사랑은 흔하나 진짜 사랑은 힘든 시대! 진정한 사랑을 찾아가는 세 남녀의 격정 멜로 드라마

## 등장인물

### 주요 인물
- 지현우 : 서정원(37세) 역 - 서&하 성형외과 원장

사랑에 한없이 헌신적이고 세상에 존재하지 않을 것 같은 무결점 남자. 마리를 만나 지켜주고 헌신하는 남자
- 박한별 : 윤마리(32세) 역 - 인욱의 아내

재벌가 며느리로 완벽한 신데렐라처럼 보이지만, 점점 지쳐가는 영혼의 소유자. 인욱의 집착과 폭력으로
마음이 죽어가고 있었지만 정원을 만나 새로운사랑을
하는 여자
- 류수영 : 강인욱(38세) 역 - 건하건설 사장, 마리의 남편

모두가 흠모하는 완벽한 남자지만, 손에 잡히지 않는 아내 윤마리에 집착하는 독한 남자.
폭력과 막말로 마리에게 상처를 주는 남자
- 왕빛나 : 주해라(37세) 역 - 경 갤러리 부관장

정원을 오랫동안 사랑했지만 갖지 못하고, 그 사랑과 욕망으로 인해 결국 파국으로 치닿는 인물.
정원과 마리를 도와주는 인물

### 정원의 주변 인물
- 박한별 : 우하경(32세) 역 - 정원의 아내 (사망)
- 문희경 : 임연화(64세) 역 - 정원의 어머니, 전직 의사, 요양병원장

### 서&하 성형외과
- 고주원 : 하성호(37세) 역 - 원장, 정원의 친구이자 라이벌, 죽은 하경의 내연남
- 황정인 : 박나연(28세) 역 - 간호사, 개명 전 박봉숙
- 박상신 : 김봉우(34세) 역 - 마취과 전문의

### 마리의 주변 인물
- 김예령 : 이경희(52세) 역 - 마리의 어머니
- 김윤주 : 최우선(32세) 역 - 마리의 친구, 미술학원 운영중

### 인욱의 주변 인물
- 정원중 : 강일국(66세) 역 - 인욱의 아버지, 건하그룹 회장
- 국정숙 : 문혜숙(52세) 역 - 인욱의 계모
- 안정훈: 강인상(17세) 역 - 인욱의 이복동생, 혜숙과 일국의 아들
- 강성욱 : 김 비서(29세) 역 - 인욱의 비서
- 고나은 : 오철영(32세) 역 - 인욱에게 고용된 전직 형사
- 허은정 : 은정 (22세) 역 - 경 갤러리 직원

### 그 외 인물
- 박하나 : 윤마리(32세) 역 - (성형 전 모습) (특별출연)

## 촬영지
- 퍼스트가든
- 남포방조제
- 상화원
- 마장저수지
- 허브빌리지

## 시청률
최저 시청률과 최고 시청률은 시청률 조사회사와 지역별로 시청률에 차이가 있을 수 있습니다.
| 2019년 | 2019년   | 2019년                           | 2019년         | 2019년         | 2019년       |
| 회차   | 방송일   | 부제 (서브 타이틀)               | TNmS 시청률    | AGB 시청률     | AGB 시청률   |
| 회차   | 방송일   | 부제 (서브 타이틀)               | 대한민국(전국) | 대한민국(전국) | 서울(수도권) |
| ------ | -------- | -------------------------------- | -------------- | -------------- | ------------ |
| 제1회  | 2월 23일 | 나는 내일 죽습니다               | 11.0%          | 9.7%           | 8.9%         |
| 제2회  | 2월 23일 | 나는 내일 죽습니다               | 12.3%          | 10.5%          | 9.8%         |
| 제3회  | 2월 23일 | 당신은 나의 희망입니다           | 10.5%          | 9.7%           | 9.7%         |
| 제4회  | 2월 23일 | 당신은 나의 희망입니다           | 10.6%          | 9.9%           | 9.8%         |
| 제5회  | 3월 2일  | 당신은 나를 다시 살아나게 해요   | 10.9%          | 11.1%          | 10.4%        |
| 제6회  | 3월 2일  | 당신은 나를 다시 살아나게 해요   | 12.7%          | 13.0%          | 12.2%        |
| 제7회  | 3월 2일  | 나에게 말해주세요                | 10.4%          | 10.3%          | 9.5%         |
| 제8회  | 3월 2일  | 나에게 말해주세요                | 11.1%          | 10.9%          | 9.9%         |
| 제9회  | 3월 9일  | 두려움이 나를 찾아와             | 11.1%          | 12.0%          | 11.2%        |
| 제10회 | 3월 9일  | 두려움이 나를 찾아와             | 11.9%          | 13.0%          | 11.9%        |
| 제11회 | 3월 9일  | 당신이 곁에 있어준다면           | 10.0%          | 11.4%          | 10.6%        |
| 제12회 | 3월 9일  | 당신이 곁에 있어준다면           | 10.3%          | 11.5%          | 10.8%        |
| 제13회 | 3월 16일 | 당신을 만난 건 행운입니다        | 10.0%          | 10.5%          | 9.5%         |
| 제14회 | 3월 16일 | 당신을 만난 건 행운입니다        | 11.2%          | 11.3%          | 10.3%        |
| 제15회 | 3월 16일 | 당신의 사랑이 나의 마음에 머물러 | 8.9%           | 9.4%           | 9.0%         |
| 제16회 | 3월 16일 | 당신의 사랑이 나의 마음에 머물러 | 9.1%           | 9.6%           | 9.1%         |
| 제17회 | 3월 23일 | 사랑의 마법에 걸렸어요           | 9.7%           | 9.9%           | 9.5%         |
| 제18회 | 3월 23일 | 사랑의 마법에 걸렸어요           | 10.5%          | 10.9%          | 10.7%        |
| 제19회 | 3월 23일 | 당신의 마음을 알게 되어 기쁩니다 | 8.5%           | 9.1%           | 9.1%         |
| 제20회 | 3월 23일 | 당신의 마음을 알게 되어 기쁩니다 | 8.8%           | 9.6%           | 9.2%         |
| 제21회 | 3월 30일 | 고백해도 될까요, 내 사랑을       | %              | 8.8%           | %            |
| 제22회 | 3월 30일 | 고백해도 될까요, 내 사랑을       | %              | 10.4%          | %            |
| 제23회 | 3월 30일 | 끝없는 슬픔이 내 마음을 적실 때  | %              | 8.1%           | %            |
| 제24회 | 3월 30일 | 끝없는 슬픔이 내 마음을 적실 때  | %              | 8.2%           | %            |
| 제25회 | 4월 6일  | 허락된다면 사랑을 다시 한번      | %              | 8.0%           | %            |
| 제26회 | 4월 6일  | 허락된다면 사랑을 다시 한번      | %              | 9.7%           | %            |
| 제27회 | 4월 6일  | 안녕, 그동안 고마웠어요          | %              | 8.2%           | %            |
| 제28회 | 4월 6일  | 안녕, 그동안 고마웠어요          | %              | 8.5%           | %            |
| 제29회 | 4월 13일 | 나의 불안을 떨쳐주세요           | %              | 7.5%           | %            |
| 제30회 | 4월 13일 | 나의 불안을 떨쳐주세요           | %              | 9.0%           | %            |
| 제31회 | 4월 13일 | 이루어질 수 없는 사랑            | %              | 7.8%           | %            |
| 제32회 | 4월 13일 | 이루어질 수 없는 사랑            | %              | 7.8%           | %            |
| 제33회 | 4월 20일 |                                  | %              | 6.6%           | %            |
| 제34회 | 4월 20일 | %                                | 9.0%           | %              |              |
| 제35회 | 4월 20일 |                                  | %              | 7.9%           | %            |
| 제36회 | 4월 20일 | %                                | 8.6%           | %              |              |
| 제37회 | 4월 27일 |                                  | %              | 9.3%           | %            |
| 제38회 | 4월 27일 | %                                | 10.7%          | %              |              |
| 제39회 | 4월 27일 |                                  | %              | 10.1%          | %            |
| 제40회 | 4월 27일 | %                                | 10.8%          | %              |              |

## 수상 목록
- 2019년 MBC 연기대상 일일/주말드라마 부문 남자 우수연기상 (류수영)

## 같이 보기
- 대한민국의 텔레비전 드라마 목록 (ㅅ)
- 2019년 대한민국의 텔레비전 드라마 목록

## 동시간대 드라마
- 한국방송공사 주말연속극 《세상에서 제일 예쁜 내 딸》 (2019년 3윌 23일 ~ 2019년 9월 22일)